# Calomys hummelincki
Calomys hummelincki е вид бозайник от семейство Хомякови (Cricetidae). Видът е световно застрашен, със статут Уязвим.

## Разпространение
Разпространен е в Аруба, Бразилия, Венецуела, Колумбия и Кюрасао.